# Trần Tế Đường
Trần Tế Đường (phồn thể: 陳濟棠; giản thể: 陈济棠; bính âm: Chén Jìtáng) (23 tháng 1, 1890 – 3 tháng 11 năm 1954) là một viên tướng Quốc dân đảng và quân phiệt thời Trung Hoa Dân Quốc.
Ông sinh ra trong một gia đình người Khách Gia tại Phòng Thành, Quảng Tây. Ông gia nhập Đồng minh hội năm 1908 và bắt đầu phục vụ trong quân đội Quảng Đông năm 1920, từ tiểu đoàn trưởng lên đến lữ đoàn trưởng. Ông được bổ nhiệm Tư lệnh Sư đoàn 11 thuộc Quân đoàn 4 năm 1925, đóng tại Khâm Châu, Quảng Tây năm 1926, ở lại phương Nam trong Chiến tranh Bắc phạt. Năm 1928, ông trở thành Tư lệnh Lộ quân 4.
Ngoài chức vụ quân sự, Trần cũng kiểm soát tỉnh Quảng Đông. Từ năm 1929-1936, ông có nhiều đóng góp quan trọng với sự phát triển và hiện đại hóa trong tỉnh. Ông cho lát gạch các vỉa hè trong thành phố và xây dựng nhiều trung tâm thương mại, nhà máy, cũng như cây cầu hiện đại đầu tiên bắc qua sông Châu Giang. Ông cũng giám sát việc thiết lập hệ thống trường công lập, với các trường trung tiểu học hiện đại cũng như các học viện danh tiếng (bao gồm Đại học Tôn Trung Sơn). Nhân dân trong tỉnh coi thời kỳ này là thời kỳ hoàng kim của Quảng Đông và gọi ông là Nam Thiên Vương (南天王).
Trở thành Chủ tịch Chính phủ tỉnh Quảng Đông năm 1931, ông chống lại Tưởng Giới Thạch sau vụ bắt rồi thả Hồ Hán Dân và liên minh với các tướng lĩnh Tân Quế hệ; một cuộc nội chiến có thể đã nổ ra nếu không có Sự biến 18 tháng 9 tại Thẩm Dương, khiến 2 bên liên kết lại. Từ năm 1931-1936, ông là Tổng tư lệnh Tập đoàn quân 1.
Trong chiến dịch bao vây Khu Xô viết Giang Tây lần thứ năm của Tưởng Giới Thạch, Tưởng bổ nhiệm Trần Kế Đường làm Tổng tư lệnh mặt trận phía nam, chỉ huy hơn 300,000 quân, chiếm 30% trong tổng số 1 triệu quân Quốc dân đảng được huy động vào chiến dịch. Nhiệm vụ của Trần là khóa chặt biên giới phía nam căn cứ địa cộng sản, không cho quân cộng sản trốn về hướng nam. Tuy nhiên, nghi ngờ ý định thực sự của Tưởng là thôn tính lãnh thổ của mình, như Tưởng đã làm với các sứ quân Phúc Kiến trước đó, Trần không chịu ra sức trong chiến dịch. Dù nói là huy động 300,000 quân trên giấy tờ, Trần chỉ điều có 180,000 quân, và khi họ triển khai xong thì Hồng quân đã đi qua vùng này từ lâu. Trần còn bí mật thỏa thuận với phe cộng sản là sẽ đảm bảo cho Hồng quân đi qua lãnh thổ của mình càng nhanh càng tốt, và lực lượng của Trần sẽ không gây khó khăn gì. Thỏa thuận này đảm bảo quân cộng sản nhanh chóng rời khỏi lãnh địa của Trần, và lực lượng của Trần sẽ chiếm lấy những vùng mà quân cộng sản đi qua, nhờ đó tránh được việc Tưởng mượn cớ đưa quân vào lãnh địa của Trần để thừa cơ đảo chính. Thỏa thuận thành công mỹ mãn, cả Trần và phe cộng sản đều hưởng lợi.
Tháng 5 năm 1936, chỗ dựa chính trị của Trần là Hồ Hán Dân qua đời. Tưởng muốn làm suy yếu thế lực của Trần nên đề nghị Quảng Đông chấm dứt tình trạng độc lập. Trần lập tức phản ứng bằng cách liên kết với Tân Quế hệ để lật đổ Tưởng, lấy cớ ông ta bất lực trong việc chống Nhật. Sau hàng tháng vận động chính trị, hối lộ, các vụ đào ngũ, và đàm phán liên miên, Sự biến Lưỡng Quảng chấm dứt khi Trần từ chức vào tháng 7 và chạy sang Hồng Kông. Phe Quảng Tây cũng từ bỏ âm mưu vào tháng 9. Vụ này được xem là tiền đề cho Sự biến Tây An vào tháng 12, dẫn đến việc Tưởng bị bắt cóc.
Trong Thế chiến II, ông giữ các chức ủy viên trong Chính phủ Quốc dân, Ủy ban Quốc phòng Tối cao và Ủy ban Chiến lược, cũng như Bộ trưởng Nông Lâm trong nội các. Ông được bổ nhiệm làm Chủ tịch đảo Hải Nam (thuộc Quảng Đông) sau chiến tranh. Ông chạy sang Đài Loan vào tháng 4 năm 1950, khi Hải Nam rơi vào tay quân Cộng sản, được bổ nhiệm làm Cố vấn chiến lược phủ Tổng thống. Ông mất ngày 3 tháng 11 năm 1954 tại Đài Loan.